# India's Next Top Model (mùa 3)
India's Next Top Model, Mùa 3 là mùa thứ ba của India's Next Top Model. Chương trình được chiếu trên MTV India vào ngày 21 tháng 10 năm 2017 lúc 7:00 giờ tối (UTC+5:30). 11 thí sinh được chọn để cạnh tranh cho chương trình. Malaika Arora là host mới của mùa này cùng với Dabboo Ratnani, Milind Soman và cố vấn Anusha Dandekar & Neeraj Gaba.
Người chiến thắng trong cuộc thi mùa này là Riya Subodh, 20 tuổi từ Ahmedabad. Cô nhận được giải thưởng là 1 hợp đồng tài năng với MTV India trong 1 năm.

## Các thí sinh
| Thí sinh        | Tuổi | Chiều cao              | Quê quán         | Bị loại ở | Hạng |
| --------------- | ---- | ---------------------- | ---------------- | --------- | ---- |
| Bhanu Chaudhary | 24   | 1,73 m (5 ft 8 in)     | Himachal Pradesh | Tập 2     | 11   |
| Madhurima Roy   | 26   | 1,68 m (5 ft 6 in)     | Kolkata          | Tập 3     | 10   |
| Summer Jacobs   | 20   | 1,68 m (5 ft 6 in)     | Pune             | Tập 5     | 9-8  |
| Tanishq Sharma  | 22   | 1,70 m (5 ft 7 in)     | Mumbai           | Tập 5     | 9-8  |
| Aakriti Anand   | 28   | 1,78 m (5 ft 10 in)    | Jaipur           | Tập 6     | 7    |
| Akanksha Corda  | 20   | 1,70 m (5 ft 7 in)     | Mumbai           | Tập 7     | 6    |
| Eva Aario       | 19   | 1,73 m (5 ft 8 in)     | Guwahati         | Tập 8     | 5-4  |
| Parina Chopra   | 22   | 1,68 m (5 ft 6 in)     | New Delhi        | Tập 8     | 5-4  |
| Shweta Raj      | 21   | 1,75 m (5 ft 9 in)     | Pune             | Tập 9     | 3    |
| Sabita Karki    | 23   | 1,73 m (5 ft 8 in)     | Kathmandu, Nepal | Tập 9     | 2    |
| Riya Subodh     | 20   | 1,72 m (5 ft 7+1⁄2 in) | Ahmedabad        | Tập 9     | 1    |

## Các tập

### Tập 1: Casting
Khởi chiếu: 21 tháng 10 năm 2017
16 thí sinh bán kết từ khắp cả nước được đưa đến hộp đêm Sirkus để bắt đầu cuộc thi. Họ được gặp ban giám khảo và ngay sau đó đã có thử thách đầu tiên là một buổi trình diễn thời trang cho nhà thiết kế Gabriella Demetriades trước mặt những vị khách trong hộp đêm.
Ngày hôm sau, họ đã có một buổi phỏng vấn với ban giám khảo. Sau khi tất cả đã phỏng vấn xong, Malaika thông báo với các cô gái là sẽ chỉ có 10 thí sinh được chọn và ngày mai họ sẽ được biết đó là ai.
- Khách mời đặc biệt: Gabriella Demetriades

### Tập 2: Posing
Khởi chiếu: 28 tháng 10 năm 2017
Đây là phần tiếp theo của tập 1. 16 cô gái được di chuyển tới ngôi nhà chung của mình, nhưng sẽ chỉ có 10 người sẽ được di chuyển vào. Kết quả là 10 thí sinh đã được chọn và sẽ bước vào cuộc thi. Sau đó, họ đã có thử thách chụp hình hóa thân thành vũ công balê, khi họ sẽ phải tạo dáng theo cặp trong khi phải đứng trên một đôi cà kheo. Kết quả là Aakrati & Akanksha chiến thắng thử thách.
Ngày hôm sau, họ được đưa tới một bể bơi cho buổi chụp hình đầu tiên trong áo tắm, trong khi họ sẽ được tạo dáng chung với giám khảo Milind. Nhưng Aakrati & Akanksha sẽ được lợi thế là được lấy đi 1 ít thời gian chụp hình của người khác cho mình vì giành chiến thắng thử thách ngày hôm qua, và kết quả là Bhanu và Eva đã bị chọn. Vào buổi đánh giá ngày tiếp theo, Summer được gọi tên đầu tiên còn Bhanu là thí sinh đầu tiên bị loại.
- Nhiếp ảnh gia: Rohan Shrestha
- Khách mời đặc biệt: Erika Packard, Anees Adenwala

### Tập 3: Runway
Khởi chiếu: 4 tháng 11 năm 2017
9 cô gái còn lại đã có một buổi thư giãn tại hồ bơi. Sau đó, họ đã có một buổi học catwalk với người mẫu Alesia Raut, trước khi có thử thách trình diễn thời trang trong áo tắm Flirtatious của nhà thiết kế Aakriti Grover, trong khi họ phải đi trên sàn diễn được làm bằng kính được đặt ở giữa hồ bơi và phải chụp một tấm ảnh selfie ở cuối sàn diễn. Kết quả là Sabita chiến thắng thử thách và nhận được một chiếc điện thoại OPPO F3 Selfie Expert. Quay về ngôi nhà chung, Anusha đến gặp các cô gái để nói với họ rằng họ sẽ bị hói đầu vào ngày mai, điều đó đã khiến các cô gái hoảng sợ và đặc biệt là Riya khi cô sau đó bị ngất đi vì sợ và đã phải nhập viện.
Ngày hôm sau, họ đã có buổi chụp hình chân dung với con cự đà, trong khi họ sẽ bị che đi hết mái tóc của mình để giống như họ bị hói. Nhưng Sabita sẽ được lợi thế là 2 thí sinh sẽ phải chụp hình chung với 2 con cự đà vì giành chiến thắng thử thách ngày hôm qua, và kết quả là Aakriti và Eva đã bị chọn. Vào buổi đánh giá ngày tiếp theo, Riya được gọi tên đầu tiên còn Madhurima là thí sinh tiếp theo bị loại.
- Nhiếp ảnh gia: Adrian Ivan
- Khách mời đặc biệt: Alesia Raut, Aakriti Grover, Daniel Bauer

### Tập 4: Makeover
Khởi chiếu: 11 tháng 11 năm 2017
8 cô gái còn lại được đưa tới học viện làm tóc và trang điểm Daniel Bauer để nhận diện mạo mới của mình. Ngày hôm sau, các cô gái nhận được bất ngờ khi họ sẽ có thêm một thí sinh thi đấu nữa là Tanishq. Sau đó, họ được đưa tới một khu công trường cho buổi chụp hình tiếp theo trong váy dạ hội, trong khi họ sẽ phải nhảy từ trên tầng cao nhất của công trình xuống mặt đất và sẽ chỉ có một lần nhảy. Nhưng Tanishq sẽ được lợi thế là cô sẽ cho một người được nhảy thêm một lần nữa và một người sẽ bị trói 2 chân lại với nhau, và kết quả là Summer được một lần nhảy còn Eva sẽ bị trói chân.
Vào buổi đánh giá ngày tiếp theo với sự xuất hiện của giám khảo khách mời là Taapsee Pannu, Shweta là được gọi tên đầu tiên còn Akanksha, Summer & Tanishq rơi vào cuối bảng, nhưng Malaika sau đó thông báo rằng sẽ không có ai bị loại.
- Nhiếp ảnh gia: Kevin Nunes
- Khách mời đặc biệt: Daniel Bauer, Taapsee Pannu

### Tập 5: Chemistry
Khởi chiếu: 18 tháng 11 năm 2017
9 cô gái còn lại đã có một ngày giải trí cùng với 7 chàng trai đến từ những chương trình truyền hình thực tế khác nhau. Sau đó, họ đã có thử thách chụp hình hóa trên thang leo, trong khi họ sẽ phải tạo dáng dưới trời mưa và các chàng trai sẽ được chọn cô gái mà mình muốn chụp hình cùng, chính vì thế mà Summer & Tanishq là 2 người không được chọn nên sẽ phải tạo dáng chung với nhau. Kết quả là Riya chiến thắng thử thách và sẽ được miễn loại trong tuần này.
Ngày hôm sau, họ đã có buổi chụp hình tiếp theo cho đồ lót Amanté, khi họ sẽ hóa thân thành vũ công múa cột. Vào buổi đánh giá ngày tiếp theo với sự xuất hiện của giám khảo khách mời là Mouni Roy, Riya được gọi tên đầu tiên nên cô sẽ nhận được 1 túi quà tặng từ Amanté, còn Summer & Tanishq là 2 thí sinh tiếp theo bị loại.
- Nhiếp ảnh gia: Pushkaraj Shirke
- Khách mời đặc biệt: Akash Chaudhary, Baseer Ali, Jay Bodas, Mandeep Gujjar, Mohit Hiranandani, Nikhil Sachdeva, Tej Gill, Namrata Purohit, Mouni Roy

### Tập 6: Expressions
Khởi chiếu: 25 tháng 11 năm 2017
7 cô gái còn lại được đưa tới nhà hàng Old Wild West ở Kamala Mills cho thử thách chụp hình hóa thân thành nữ cao bồi quyến rũ, trong khi họ sẽ phải cưỡi trên một con bò tót điện và sẽ chỉ có 3 lần cưỡi. Kết quả là Parina chiến thắng thử thách. Quay về ngôi nhà chung, các cô gái biết được là họ sẽ được bắt cặp cho thử thách ngày mai và Parina sẽ là người chọn cặp cho các cô gái vì giành chiến thắng thử thách trước đó. Ngày hôm sau, họ đã có một buổi quay quảng cáo cho Livon Serum, khi họ được phân công một tình huống khác nhau và phải tự viết kịch bản và tự diễn với nhau.
Ngày tiếp theo, họ đã có một buổi học trang điểm từ nghệ sĩ trang điểm Anjum Bhardwaj trước khi có thử thách trang điểm gương mặt trong 10 phút, trong khi sẽ chỉ có duy nhất 1 chiếc gương để các cô gái sử dụng. Kết quả là Parina một lần nữa chiến thắng thử thách và nhận được 1 túi mỹ phẩm từ Lotus. Vào buổi đánh giá, Parina & Riya được gọi tên đầu tiên còn Aakriti là thí sinh tiếp theo bị loại.
- Khách mời đặc biệt: Sanjeev Kumar, Shilpa Mhatre, Anjum Bhardwaj

### Tập 7: Editorial & Commercial
Khởi chiếu: 2 tháng 12 năm 2017
6 cô gái còn lại đã được học về sự khác biệt giữa người mẫu quảng cáo và người mẫu thời trang từ trưởng nhóm sản phẩm Livon Serum, Gauri Malhotra và stylish Mohit Rai. Sau đó, họ đã có buổi chụp hình tiếp theo cho Livon Serum, họ sẽ được chụp trong phong cách nữ tính trong khi phải nhảy trên bạt lò xo. Ngay sau đó, Neeraj đến gặp các cô gái và yêu cầu họ phải ghi tên người ít xứng đáng nhất được ở lại vào lúc này, và Eva & Riya là 2 người được ghi nhiều nhất với 3 phiếu mỗi người.
Ngày hôm sau, họ đã có buổi chụp hình thứ hai trong áo tắm màu da, trong khi họ sẽ phải tạo dáng cùng với người mẫu nam bên trong chiếc bồn tắm chứa đầy sôcôla lỏng. Nhưng Eva & Riya sẽ phải tạo dáng cùng nhau vì bị các cô gái bình chọn là người ít xứng đáng nhất được ở lại vào lúc này. Vào buổi đánh giá ngày tiếp theo với sự xuất hiện của giám khảo khách mời là Zeba Kohil, Parina được gọi tên đầu tiên nên cô sẽ nhận được 1 túi quà tặng từ Amanté, còn Akanksha là thí sinh tiếp theo bị loại.
- Nhiếp ảnh gia: Dabboo Ratnani, Vinit Bhatt
- Khách mời đặc biệt: Gauri Malhotra, Mohit Rai, Zeba Kohil

### Tập 8: Top 5
Khởi chiếu: 9 tháng 12 năm 2017
Anusha đã đến gặp 5 cô gái còn lại tại ngôi nhà chung cho một buổi học chụp hình selfie bằng điện thoại từ giám khảo Dabboo, trước khi có thử thách chụp hình selfie để nói lên họ là ai. Kết quả là Shweta chiến thắng thử thách và nhận được một chiếc điện thoại OPPO F5 Selfie Expert. Sau đó, họ được Anusha, Neeraj và thí sinh mùa trước, Akanksha Sharma, tại một chuồng bò cho thử thách trình diễn thời trang trong những bộ thiết kế khác nhau. Kết quả là Shweta chiến thắng thử thách và sẽ trở thành thí sinh đầu tiên bước vào chung kết.
Ngày hôm sau, họ đã có buổi chụp hình tiếp theo trong thiết kế của 2 nhà thiết kế là Falguni & Shane Peacock, lần này họ sẽ hóa thân thành quý cô sang trọng trong khi họ phải tạo dáng chung với Malaika. Vào buổi đánh giá ngày tiếp theo, Sabita là thí sinh thứ hai vào chung kết, Riya là thí sinh tiếp theo còn Eva và Parina là 2 thí sinh tiếp theo bị loại.
- Nhiếp ảnh gia: Dabboo Ratnani
- Khách mời đặc biệt: Akanksha Sharma, Falguni Peacock, Shane Peacock, Akash Sharma

### Tập 9: Finale
Khởi chiếu: 16 tháng 12 năm 2017
3 cô gái còn lại được đưa tới khách sạn JW Marriot cho một buổi chụp hình cho lịch 2018 của OPPO. Ngày hôm sau, họ được Anusha & Neeraj gây bất ngờ khi người thân của họ đến thăm họ, nhưng không may cho Sabita là người thân của cô không thể tới được đây nên cô chỉ có thể nói chuyện qua diện thoại. Sau đó, họ đã có buổi chụp hình cuối cùng cho OPPO, khi lần này họ sẽ được tạo dáng cùng với người thân của mình và vì Sabita không có người thân bên cạnh nên cô sẽ được chụp hình cùng với Anusha và Neeraj.
Vào buổi đánh giá cuối cùng ngày tiếp theo, 3 cô gái cùng với tất cả các cô gái bị loại trước đó đã có buổi trình diễn thời trang cuối cùng trong thiết kế của Abu Jani-Sandeep Khosla với qua ca khúc mới nhất của ca sĩ Monica Dogra. Kết quả cuối cùng, Sabita là người đầu tiên bị loại, Sabita trở thành á quân còn Riya trở thành quán quân thứ ba của India's Next Top Model.
- Nhiếp ảnh gia: Vijit Gupta
- Khách mời đặc biệt: Adrian Ivan, Monica Dogra

### Tập 10: Recap
Khởi chiếu: 23 tháng 12 năm 2017
Đây là tập ghi lại khoảnh khắc từ đầu cuộc thi.

## Thứ tự gọi tên
| Thứ tự | Tập       | Tập       | Tập       | Tập                     | Tập            | Tập         | Tập      | Tập        | Tập    |  |
| Thứ tự | 2         | 2         | 3         | 4                       | 5              | 6           | 7        | 8          | 9      |  |
| ------ | --------- | --------- | --------- | ----------------------- | -------------- | ----------- | -------- | ---------- | ------ |  |
| 1      | Sabita    | Summer    | Riya      | Shweta                  | Riya           | Parina Riya | Parina   | Shweta     | Riya   |  |
| 2      | Shweta    | Parina    | Eva       | Sabita                  | Parina         | Parina Riya | Riya     | Sabita     | Sabita |  |
| 3      | Akanksha  | Riya      | Summer    | Aakriti                 | Eva            | Shweta      | Shweta   | Riya       | Shweta |  |
| 4      | Summer    | Madhurima | Parina    | Riya                    | Akanksha       | Akanksha    | Eva      | Eva Parina |        |  |
| 5      | Eva       | Shweta    | Sabita    | Parina                  | Shweta         | Sabita      | Sabita   | Eva Parina |        |  |
| 6      | Riya      | Eva       | Akanksha  | Eva                     | Aakriti        | Eva         | Akanksha |            |        |  |
| 7      | Madhurima | Sabita    | Shweta    | Akanksha Summer Tanishq | Sabita         | Aakriti     |          |            |        |  |
| 8      | Bhanu     | Akanksha  | Aakriti   | Akanksha Summer Tanishq | Summer Tanishq |             |          |            |        |  |
| 9      | Aakriti   | Aakriti   | Madhurima | Akanksha Summer Tanishq | Summer Tanishq |             |          |            |        |  |
| 10     | Parina    | Bhanu     |           |                         |                |             |          |            |        |  |

     Thí sinh bị loại
     Thí sinh được miễn loại
     Thí sinh không bị loại khi rơi vào cuối bảng
     Thí sinh chiến thắng cuộc thi
- Tập 1 là tập casting, nhưng phần các thí sinh được chọn sẽ chuyển sang vào nửa đầu của tập 2.
- Tập 10 là tập ghi lại khoảnh khắc từ đầu cuộc thi.

### Buổi chụp hình
- Tập 1: Trình diễn thời trang trong bộ sưu tập của Gabriella Demetriades (casting)
- Tập 2: Tạo dáng dưới nước với Milind Soman
- Tập 3: Ảnh chân dung đầu hói với con cự đà
- Tập 4: Lơ lửng trên không
- Tập 5: Múa cột trong đồ lót cho Amanté
- Tập 6: Quảng cáo cho Livon Serum
- Tập 7: Ảnh quảng cáo cho Livon Serum trên bạt lò xo; Tạo dáng trong bồn tắm đầy sôcôla với người mẫu nam
- Tập 8: Sang trọng với Malaika Arora
- Tập 9: Tạo dáng với người thân của họ cho OPPO

### Diện mạo mới
- Aakriti: Tóc bob màu vàng tẩy
- Akanksha: Tóc tém màu vàng sáng
- Eva: Cạo ngắn ở phần sau và 1 bên tóc, cắt ngắn và nhuộm hồng
- Parina: Cắt ngắn 1 khúc và thêm highlight nâu
- Riya: Cắt ngắn tới vai và thêm highlight nâu
- Sabita: Tóc vẫy sóng và nhuộm màu tối hơn
- Shweta: Cắt ngắn tới cổ và thêm mái ngố
- Summer: Cắt ngắn 1 khúc, thêm highlight nâu và để tóc vẫy sóng